# 内山真一郎
内山 真一郎（うちやま しんいちろう、1949年 - ）は、日本の医師。専門は脳神経内科学。山王メディカル脳血管センター長、東京女子医科大学名誉教授。

## 来歴
埼玉県出身。埼玉県立熊谷高等学校、北海道大学医学部医学科卒業。
1981年、メイヨークリニックに留学。2001年、東京女子医科大学教授。2014年、山王メディカル脳血管センター長、国際医療福祉大学臨床医学研究センター教授、東京女子医科大学名誉教授。

## 人物
脳卒中診療の第一人者。2004年に脳梗塞で倒れた際の長嶋茂雄の主治医。近年、脳卒中だけでなく、血管病としての認知症の予防や啓発活動にも力をいれている。

## 著書
- 認知症と脳卒中は同時に予防できる（2023年、桜の花出版）
- 働き盛りを襲う脳梗塞：ここまで防げる、ここまで治る最新医療（2017年、小学館）
- 図解・決定版脳梗塞の予防がよくわかる最新知識（2014年、日東書院本社）